# St. Gertrud (Eisleben)
Die Kirche Sankt Gertrud ist die römisch-katholische Pfarrkirche der Lutherstadt Eisleben, einer Stadt im Landkreis Mansfeld-Südharz in Sachsen-Anhalt. Die nach der heiligen Gertrud von Helfta benannte Kirche gehört zur gleichnamigen Pfarrei in der Pastoralregion Mansfelder Land des Bistums Magdeburg. Das Kirchengebäude steht als Baudenkmal unter der Erfassungsnummer 094 75416 unter Denkmalschutz.

## Geschichte
In Eisleben, das zum Bistum Halberstadt gehörte und Sitz eines Archidiakonats war, begann unter Gebhard VII. und Albrecht VII. der Einzug der Reformation. 1525 führten sie die evangelische Lehre ein. Nach dem Tod Grafen Hoyer VI. von Mansfeld im Jahr 1540 setzte sich die Reformation in Eisleben durch.
Die im April 1817 erfolgte Verlegung des Thüringischen Husaren-Regiments Nr. 12 nach Eisleben brachte wieder Katholiken in das seit der Reformation lutherisch geprägte Eisleben. In der evangelischen St.-Petri-Pauli-Kirche fanden nun gelegentlich katholische Gottesdienste statt, die durch Geistliche aus Hadmersleben, später aus Erfurt gehalten wurden. Von 1829 an gehörten die Katholiken in Eisleben zur Pfarrei Aschersleben.
Auch der Abbau von Kupferschiefer in der Region zog katholische Arbeitskräfte nach Eisleben. Am 13. Juni 1848 fand in der evangelischen Nicolaikirche eine Heilige Messe für katholische Zivilpersonen statt. Noch im gleichen Jahr wurde die Heilig-Geist-Kapelle für katholische Gottesdienste genutzt, später auch die evangelische St.-Andreas-Kirche. 1854 wurde in Eisleben eine katholische Schule eröffnet. Anfangs fand der Unterricht im Wohnzimmer des Lehrers statt, später zog die Schule mehrmals in größere Räume um.
Im Dezember 1858 entstand in Eisleben eine katholische Kirchengemeinde. Kaplan Anton Kemper, der am 30. Dezember 1858 in Eisleben Wohnung nahm, war ihr erster Pfarrer. Am 17. Januar 1859 wurde die Missionsgemeinde Eisleben errichtet, seit diesem Jahr werden in Eisleben auch katholische Kirchenbücher geführt. Zunächst erfolgte die Einrichtung einer Kapelle im Erdgeschoss des Gasthofs Zum seidenen Beutel. 1864 bekam die Missionsgemeinde Eisleben in Sangerhausen erstmals eine Filialgemeinde.

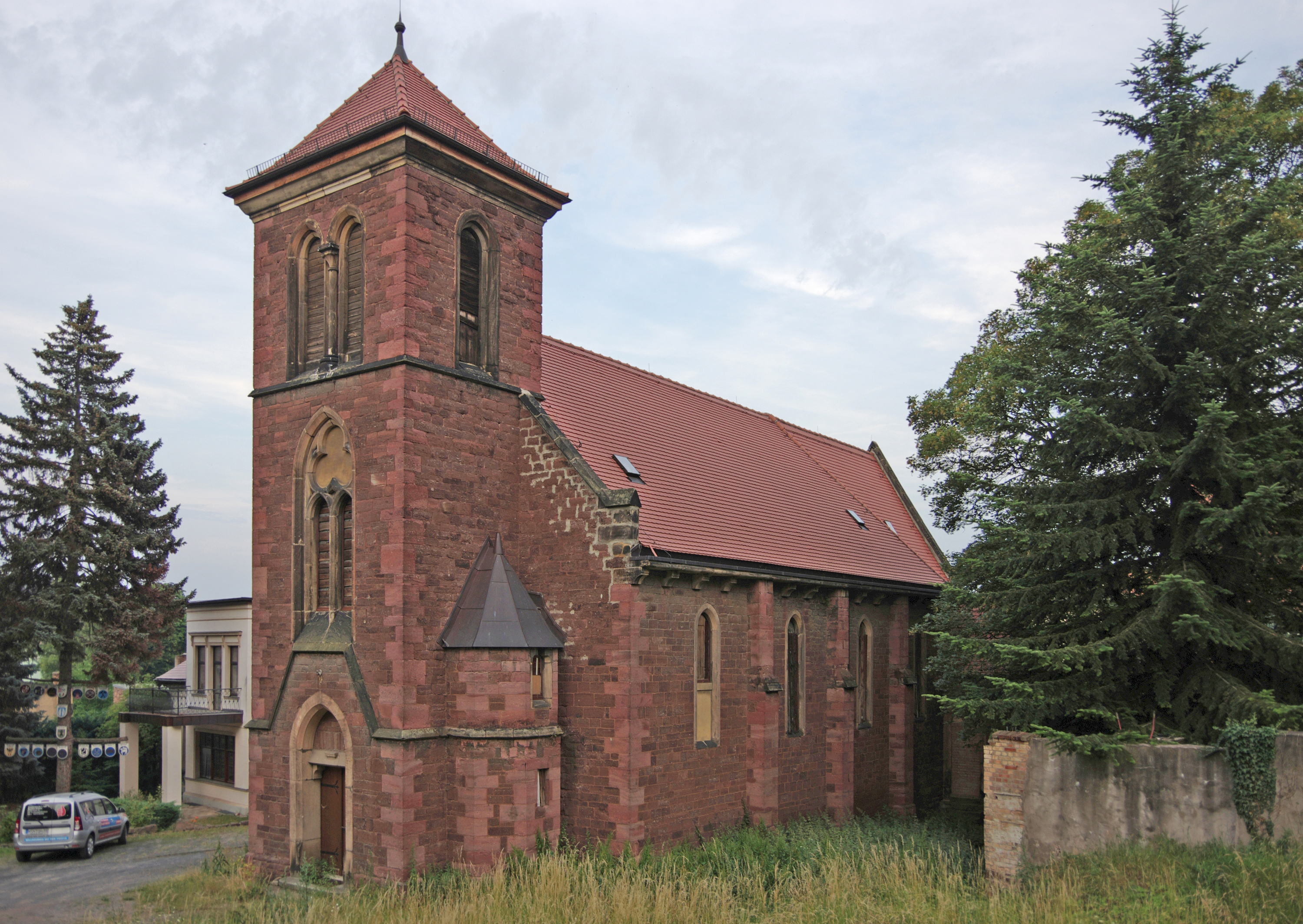
Ehemalige St.-Gertrud-Kirche von 1864/65 (2015)

Der Bau einer Kirche begann 1864 auf einem im Vorjahr erworbenen Gartengrundstück an der Nicolaistraße. Am 12. September 1865, nach anderer Quelle am 12. November 1865, wurde sie durch Kemper benediziert. Sie trug bereits das Patrozinium der heiligen Gertrud. Die bischöfliche Konsekration folgte am 13. September 1867 durch Konrad Martin, den Bischof des Bistums Paderborn, zu dem Eisleben damals gehörte.
1868 folgte der Ankauf der Gebäude des früheren Zisterzienserinnen-Klosters Neuhelfta, das sich am heutigen Klosterplatz befand. 1869 zogen Benediktinerinnen vom Heiligsten Sakrament aus dem Benediktinerinnenkloster Osnabrück dort ein. Im Zuge des Kulturkampfes mussten die Benediktinerinnen Deutschland 1875 verlassen und gingen ins Exil nach Oldenzaal in den Niederlanden. Nur die Klosterkapelle und die seit 1868 im Klostergebäude befindliche katholische Schule blieben bestehen.
Von Eisleben wurden die Pfarrvikarie Gerbstedt (1875) und die Pfarrei Helbra (1884) als Tochtergemeinden ausgegliedert. Am 1. November 1891 erfolgte die Erhebung der Kirchengemeinde Eisleben zur Pfarrei. 1908 wurde Eisleben, das zuvor zum Dekanat Halle/Saale gehörte, Sitz eines eigenen Dekanates.
Nachdem die Kirche für die angewachsene Gemeinde zu klein geworden war, begannen 1907 Planungen für einen größeren Neubau am Klosterplatz. Am 13. Juni 1914 erfolgte der erste Spatenstich für den Neubau, die Grundsteinlegung folgte am 4. Oktober 1914. Am 15. November 1916 vollzog Heinrich Haehling von Lanzenauer, Weihbischof des Bistums Paderborn, zu dem Eisleben damals gehörte, die Kirchweihe. Die bisherige Kirche wurde in den 1920er Jahren verkauft und als Turnhalle genutzt. 1928 bekam die Kirche eine Orgel.
Das Preußenkonkordat vom 14. April 1929, durch die Bulle Pastoralis officii nostri vom 13. August 1930 in Vollzug gesetzt, errichtete die Mitteldeutsche Kirchenprovinz. Infolgedessen kam der vom Geistlichen Gericht Erfurt abgetrennte Regierungsbezirk Merseburg mit den Dekanaten Eisleben, Halle/Saale und Wittenberg an das nunmehrige Erzbischöfliche Kommissariat Magdeburg. Zum Dekanat Eisleben gehörten damals neben der Pfarrei Eisleben mit ihren Filialen Gerbstedt, Helbra, Hergisdorf, Hettstedt, Klostermansfeld, Querfurt und Röblingen auch die Pfarreien Alsleben und Sangerhausen.
1931 erhielt die Kirche drei Glocken, die nach den heiligen Bruno, Gertrud und Mechthild benannt wurden. Im Nationalsozialismus wurde die katholische Schule in Eisleben am 1. Oktober 1939 durch die politischen Machthaber aufgelöst. Eine vierte Glocke kam 1952 hinzu.
Nach dem Zweiten Vatikanischen Konzil erfolgte eine umfangreiche Renovierung und Umgestaltung der Kirche. Am 14. November 1971 weihte Weihbischof Johannes Braun einen neuen Altar.
Nach der Wende erfolgte von 1991 an eine umfangreiche Renovierung der Kirche, 1994 wurde ein neuer Altar eingeweiht.
Zum 1. April 2006 wurde der Gemeindeverbund Lutherstadt Eisleben – Hedersleben – Hergisdorf – Sittichenbach errichtet, der neben der Pfarrei Eisleben auch die Kuratie Hedersleben und die Pfarrvikarien Hergisdorf und Sittichenbach umfasste. Damals gehörten zur Pfarrei Eisleben rund 1100 Katholiken.
Das Dekanat Eisleben wurde zum 1. Januar 2009 wieder aufgelöst und die Pfarrei Eisleben dem neugegründeten Dekanat Merseburg angeschlossen, zu dem sie bis zur Auflösung der Dekanatsstrukturen am 31. August 2023 gehörte.
Aus dem Gemeindeverbund Lutherstadt Eisleben – Hedersleben – Hergisdorf – Sittichenbach entstand am 28. November 2010 die heutige Pfarrei St. Gertrud mit Sitz in Lutherstadt Eisleben, zu der neben der St.-Gertrud-Kirche in Eisleben auch die St.-Liborius-Kirche in Hergisdorf und die Mariä-Himmelfahrt-Kirche in Sittichenbach gehören. Auch das Kloster Helfta befindet sich auf dem Gebiet der Pfarrei. Die Kapelle St. Liborius in Hedersleben wurde am 22. Juni 2024 profaniert.

## Architektur und Ausstattung
Die geostete Kirche steht auf dem Grundstück Klosterplatz 36/37, auf dem Gebiet des ehemaligen Klosters Neuen-Helfta, rund 400 Meter von ihrer Vorgängerkirche entfernt. Das Gotteshaus entstand nach Plänen der Architekten Ludwig Becker und Anton Falkowski, eines Onkels des Märtyrers Adolf Anton Falkowski, aus Mainz.
Der Turm der neugotischen Kirche ist mit seiner Höhe von 63 Meter der höchste Kirchturm in der Lutherstadt Eisleben.
Die Buntglasfenster im Chorraum entwarf Christof Grüger. Robert Propf schuf den Taufstein, den Kreuzweg und eine Marienstatue.
Die Orgel wurde 1864 für die erste Kirche erbaut und 1928 in die heutige Kirche umgesetzt. Nach mehreren im Laufe der Zeit erfolgen Veränderungen hat das Instrument heute 17 Register auf zwei Manualwerken und Pedal.